# 1-氯萘
1-氯萘是一种芳香化合物，化学式 C
10H
7Cl。它是一种无色油状液体，可以确定晶体的折射率。它是2-氯萘的异构体。

## 制备
1-氯萘可以由萘直接氯化而成。除了1-氯萘和2-氯萘之外，还会形成二氯萘和三氯萘。

## 应用
直到1970年代，1-氯萘常用作油、脂肪和DDT的溶剂。直到多氯萘出现之前，1-氯萘也用于木材防腐。在1950年代之前，1-氯萘都是杀真菌剂和杀虫剂的活性成分，但已被五氯苯酚取代。